# 滇结香
滇结香（学名：Edgeworthia gardneri）为瑞香科结香属下的一个种。

## 扩展阅读
- 維基物種上的相關：滇结香